# 塔甘卡-红普列斯尼亚线
塔甘卡－红普列斯尼亚线（7号线，羅馬化：Tagansko-Krasnopresnenskaya liniya）为莫斯科地铁中的路线，地图中以紫红色线为标识。塔甘卡－红普列斯尼亚线全长42公里，全线一共23车站，于1966年投入营运，最近的路線伸延於2015年9月竣工。

## 历史
7號線的發展過程與6號線相似的地方是分階段建成兩條鐵路後再將他們連接起來合併成一條橫跨莫斯科市的地鐵線。1966年先在環狀線東南的塔甘卡站向圈外連接到東區的日丹諾夫站（後改名為該區的名字维欣诺，這個站與城際列車站的其中一個月台並排，讓來自首都外的乘客可以到對面月台換乘這條線的地鐵列車），當時它亦命名為「日丹諾夫線」（Ждановская линия）以紀念前蘇聯領導安德烈·日丹諾夫，1970年末日丹諾夫線進入環狀線圈內到達中國城站與6號線構成跨月台轉車站。1972年在環狀線西北的红普列斯尼亚站為起點建築了路障站至圈外的十月平原站，1975年末路障站終於與中國城站連成一線，兩段鐵路合併為「日丹諾夫－紅普列斯尼亞線」（Ждановско-Краснопресненская линия）。隨著1990年日丹諾夫區的易名，這條路線亦改名為現在的「塔甘卡－红普列斯尼亚线」，反映了東南方與環狀線交匯的塔甘卡站和塔甘卡區。

## 站名沿革
| 現在名稱 | 舊名稱       | 舊名年期  |
| -------- | ------------ | --------- |
| 维欣诺   | 日丹諾夫（Ждановская） | 1966-1989 |
| 基塔城   | 諾金廣場（Площадь Ногина） | 1970-1990 |

## 車站列表
| 中文站名       | 俄文站名 | 英文站名 | 接續路線                                                   | 所在地   | 所在地              |
| -------------- | -------- | -------- | ---------------------------------------------------------- | -------- | ------------------- |
| 滑翔機         |          |          |                                                            | 莫斯科   | 西北行政區          |
| 斯霍德尼亞     |          |          |                                                            | 莫斯科   | 西北行政區          |
| 圖申諾         |          |          |                                                            | 莫斯科   | 西北行政區          |
| 斯巴達         |          |          |                                                            | 莫斯科   | 西北行政區          |
| 休金諾         |          |          |                                                            | 莫斯科   | 西北行政區          |
| 十月平原       |          |          |                                                            | 莫斯科   | 西北行政區          |
| 波列扎耶夫     |          |          |                                                            | 莫斯科   | 北行政區            |
| 別戈沃伊       |          |          |                                                            | 莫斯科   | 北行政區            |
| 1905年街       |          |          |                                                            | 莫斯科   | 中央行政區          |
| 路障           |          |          | 环状线（紅普列斯尼亞）                                     | 莫斯科   | 中央行政區          |
| 普希金         |          |          | 莫斯科河畔线（特維爾） 谢尔普霍夫-季米里亚泽夫线（契訶夫） | 莫斯科   | 中央行政區          |
| 庫茲涅茨克橋   |          |          | 索科利尼基线（盧比揚卡）                                   | 莫斯科   | 中央行政區          |
| 基塔城         |          |          | 卡卢加-里加线                                              | 莫斯科   | 中央行政區          |
| 塔甘卡         |          |          | 环状线（塔甘卡） 加里宁线（馬克思主義者）                  | 莫斯科   | 中央行政區          |
| 無產階級       |          |          | 柳布利诺-德米特罗夫线（農民哨崗）                          | 莫斯科   | 東南行政區          |
| 伏爾加格勒大道 |          |          |                                                            | 莫斯科   | 東南行政區          |
| 紡織工         |          |          |                                                            | 莫斯科   | 東南行政區          |
| 庫濟明基       |          |          |                                                            | 莫斯科   | 東南行政區          |
| 梁贊大道       |          |          |                                                            | 莫斯科   | 東南行政區          |
| 維欣諾         |          |          |                                                            | 莫斯科   | 東南行政區          |
| 萊蒙托夫大道   |          |          |                                                            | 莫斯科   | 東南行政區          |
| 茹列賓諾       |          |          |                                                            | 莫斯科   | 東南行政區          |
| 科捷利尼基     |          |          |                                                            | 莫斯科州 | 柳別爾齊 科捷爾尼基 |

## 外部連結
- （俄文）莫斯科地鐵官方網頁——塔甘卡－红普列斯尼亚线